# Мита (станция)

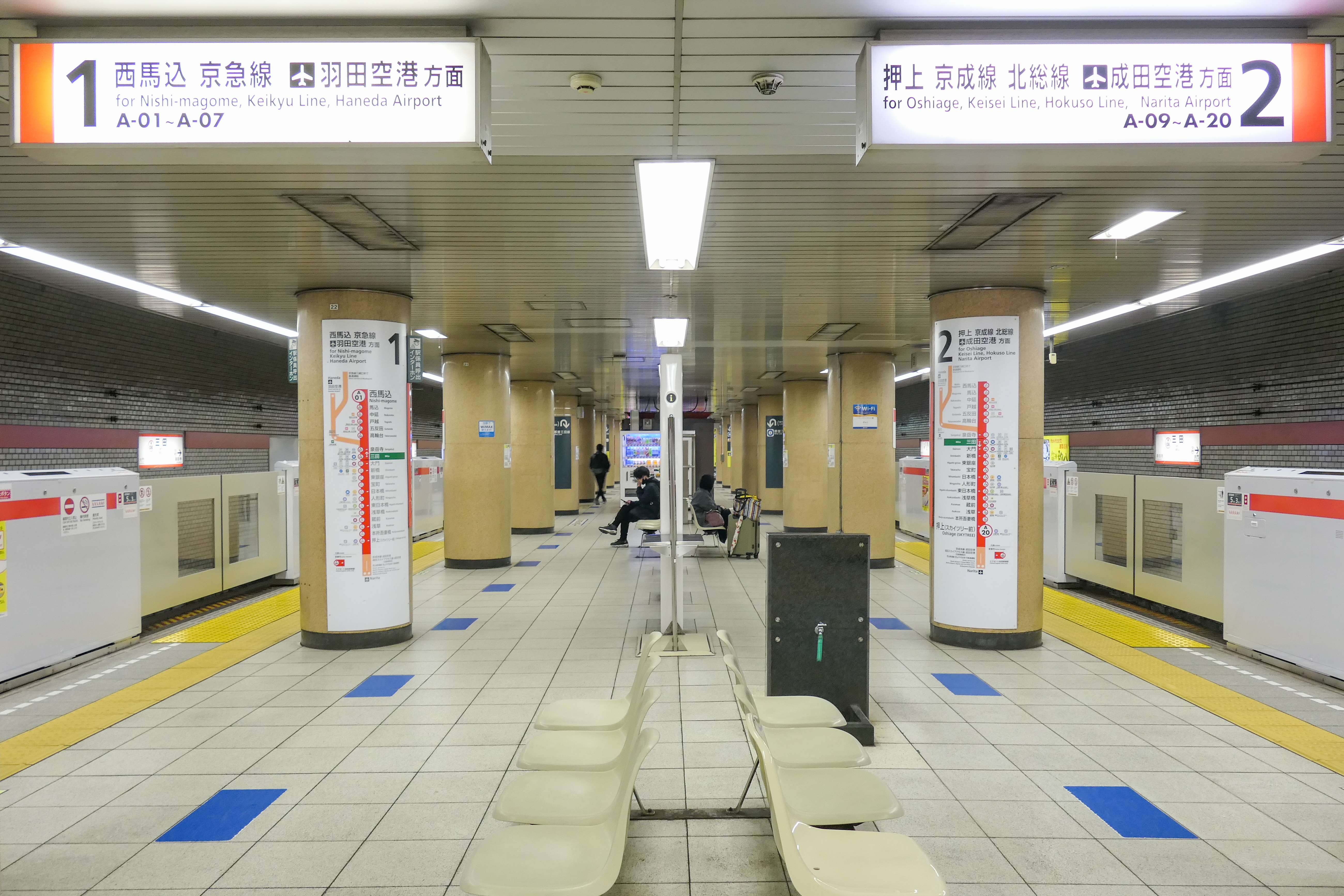
Платформа линии Асакуса

Станция Мита (яп. 三田駅 мита эки) — железнодорожная станция на линиях Мита  и Асакуса, расположенная в специальном районе Минато в Токио. Станция обозначена номером I-04 на линии Мита и A-08 на линии Асакуса. На станции установлены автоматические платформенные ворота.

## Планировка станции
| 1 | ○Линия Асакуса | Сэнгакудзи・Ниси-Магомэ・(Линия Кэйкю)・Аэропорт Ханэда・Мисакигути               |
| 2 | ○Линия Асакуса | Нихонбаси・Осиагэ・(Линия Кэйсэй) Аэропорт Нарита・(Линия Хокусо) Инба-Нихон-Идай |
| 3 | ○Линия Мита    | Мэгуро・(Линия Мэгуро) Хиёси                                                      |
| 4 | ○Линия Мита    | Отэмати・Сугамо・Ниси-Такасимадайра                                               |

## Близлежащие станции
| «                 |  | Линия         |  | »         |
| ----------------- |  | ------------- |  | --------- |
| Сэнгакудзи        |  | Линия Асакуса |  | Даймон    |
| Сироканэ-Таканава |  | Линия Мита    |  | Сиба-Коэн |